# ریچی براناگان
ریچی براناگان (انگلیسی: Ritchie Branagan؛ زادهٔ ۲۰ اکتبر ۱۹۹۱) بازیکن فوتبال اهل بریتانیا است.
از باشگاه‌هایی که در آن بازی کرده‌است می‌توان به باشگاه فوتبال سالفورد سیتی، باشگاه فوتبال مکلسفیلد تاون، باشگاه فوتبال بولتون واندررز، و باشگاه فوتبال بری اشاره کرد.
وی همچنین در تیم ملی فوتبال زیر ۲۱ سال جمهوری ایرلند بازی کرده‌است.